# Zmartwychwstanie Jezusa Chrystusa
Zmartwychwstanie Jezusa Chrystusa – wydarzenie opisane w Ewangeliach, według których Jezus Chrystus zmartwychwstał trzeciego dnia po ukrzyżowaniu (Łk 24,6; Łk 24,19-22). Jest to naczelny dogmat religii chrześcijańskiej.

## Dogmat religii chrześcijańskiej
Zmartwychwstanie Jezusa ma wielkie znaczenie dla chrześcijan:
- Zmartwychwstanie stanowi przede wszystkim potwierdzenie boskim autorytetem tego wszystkiego, co sam Chrystus czynił i czego nauczał[1]. W szczególności potwierdza prawdę o boskości Jezusa[2][a]
- Przez swoje Zmartwychwstanie Jezus otwiera ludziom dostęp do nowego życia. Przywraca ludziom łaskę Bożą[3].
- Zmartwychwstanie dokonuje przybrania za synów, ponieważ ludzie stają się braćmi Chrystusa dzięki uczestnictwu w jego życiu[3].
- Wydarzenie zmartwychwstania Chrystusa jest dla wierzących chrześcijan zapowiedzią i gwarantem powszechnego zmartwychwstania wszystkich ludzi na dźwięk trąb Sądu Ostatecznego i wyboru sprawiedliwych, którzy wspólnie z Chrystusem obejmą Królestwo Boże i otrzymają życie wieczne. Koncepcja ta jest najpełniej opisana w ostatniej księdze Nowego Testamentu: Apokalipsie Jana[4].

[Jest to Ewangelia] o Jego Synu – pochodzącym według ciała z rodu Dawida, a ustanowionym według Ducha Świętości przez powstanie z martwych pełnym mocy Synem Bożym – o Jezusie Chrystusie, Panu naszym.

## Historyczność
Kwestia zmartwychwstania Jezusa jest przedmiotem sporu wśród historyków. Historia jako nauka szuka racjonalnych wyjaśnień, zaś cud jest z definicji zdarzeniem nieprawdopodobnym. Zgodnie z ankietą przeprowadzoną przez protestanckiego teologa Garry’ego Habermasa, 75% spytanych historyków skłaniało się ku uznaniu faktu pustego grobu.
Brytyjski historyk Geza Vermes przedstawił osiem możliwych – jego zdaniem – teorii wyjaśniających przekaz o zmartwychwstaniu. Dwie skrajne (całkowite odrzucenie jak i bezwarunkowe przyjęcie zmartwychwstania) odrzucił jako nieracjonalne. Pozostałe 6 możliwości:
- ciało zostało usunięte przez kogoś niezwiązanego z Jezusem,
- ciało zostało wykradzione przez apostołów,
- pusty grób nie był grobem Jezusa,
- Jezus został pochowany żywy, obudził się ze śpiączki i sam opuścił grób,
- Jezus został pochowany żywy, obudził się ze śpiączki i opuścił Judeę,
- Jezus zmartwychwstał duchowo, niecieleśnie.

Żadne z tych wyjaśnień nie jest zdaniem Vermesa historycznie wyczerpujące.

### Stanowisko Kościoła katolickiego
Według Kościoła katolickiego zmartwychwstanie Jezusa jest wydarzeniem historycznym. Zmartwychwstanie zostało poświadczone przez uczniów, którzy mieli spotkać zmartwychwstałego Jezusa.
Około 56 roku Paweł z Tarsu pisał do Koryntian:

Przekazałem wam na początku to, co przejąłem: że Chrystus umarł – zgodnie z Pismem – za nasze grzechy, że został pogrzebany, że zmartwychwstał trzeciego dnia, zgodnie z Pismem: i że ukazał się Kefasowi, a potem Dwunastu, później zjawił się więcej niż pięciuset braciom równocześnie; większość z nich żyje dotąd, niektórzy zaś pomarli. Potem ukazał się Jakubowi, później wszystkim apostołom. W końcu, już po wszystkich, ukazał się także i mnie jako poronionemu płodowi.

{{Cytat}} Linki zewnętrzne: "źródło".
Apostołowie nie wierzyli pierwotnie w możliwość, że Jezus może powstać z martwych.

Wstrząs wywołany przez mękę był tak wielki, że uczniowie (a przynajmniej niektórzy z nich) nie uwierzyli od razu w wiadomość o zmartwychwstaniu. Ewangelie są dalekie od pokazania nam wspólnoty opanowanej jakąś mistyczną egzaltacją; przeciwnie, pokazują uczniów zasmuconych ("zatrzymali się smutni": Łk 24, 17) i przerażonych (Por. J 20, 19). Dlatego nie uwierzyli oni pobożnym kobietom wracającym od grobu i "słowa te wydały im się czczą gadaniną" (Łk 24, 11) (Por. Mk 16, 11. 13). Gdy Jezus ukazuje się Jedenastu w wieczór Paschy, "wyrzuca im brak wiary i upór, że nie wierzyli tym, którzy widzieli Go zmartwychwstałego"

{{Cytat}} Linki zewnętrzne: "źródło".
Kościół katolicki twierdzi, że nikt nie był naocznym świadkiem samego wydarzenia Zmartwychwstania i nie opisuje go żaden ewangelista. Nikt nie mógł powiedzieć, jak dokonało się ono z fizycznego punktu widzenia. Jest to wydarzenie „tajemniczo transcendentne”.

## Chronologia według Ewangelii

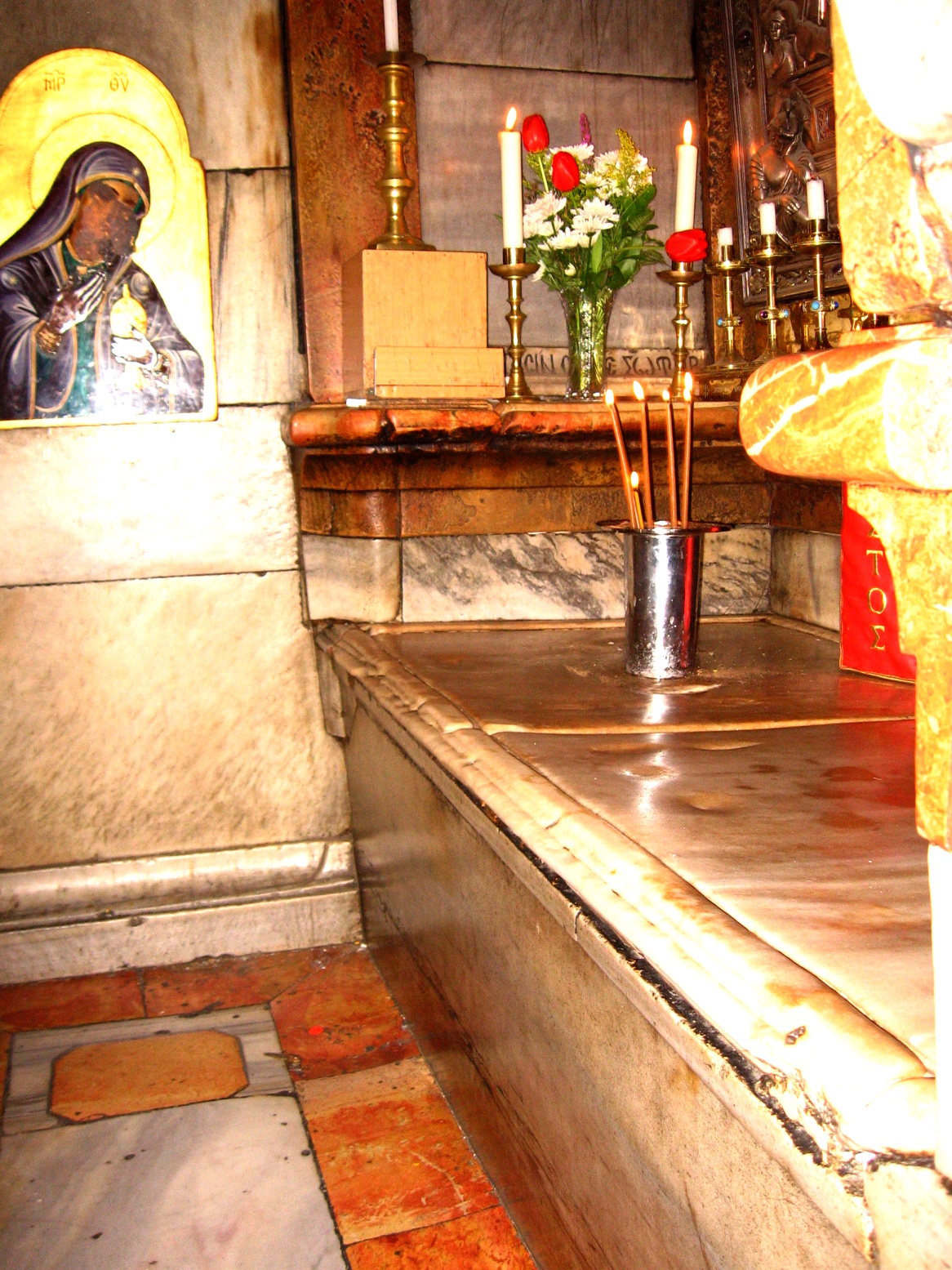
Pusty grób Jezusa, w bazylice Grobu Świętego, czczony przez chrześcijan jako miejsce gdzie Jezus został pochowany.

- Święte niewiasty udały się następnego dnia po szabacie, wcześnie rano, do grobu z wonnymi ziołami. Zastanawiają się, kto im pomoże odsunąć kamień. (Mt 28,1-3, Mk 16,1-3, Łk 24,1, J 20,1)
- Anioł na oczach niewiast przestraszył strażników stojących przy grobie, odsunął kamień i usiadł powyżej kamienia (Mt 28,2-4).
- Maria Magdalena, Maria Matka Jakuba (Kleofasowa) i Salome zbliżyły się do grobu i ujrzały odsunięty kamień. Maria Magdalena natychmiast udała się do apostołów, aby ich powiadomić. (Mk 16,4, Łk 24,2, J 20,1-2).
- Pozostałe dwie kobiety weszły do grobu i ujrzały anioła siedzącego, który wskazał im na pusty grób, oznajmił prawdę o zmartwychwstaniu i polecił by udały się do uczniów i Piotra i powiedziały, że zobaczą oni Jezusa w Galilei. (Mt 28,5-7, Mk 16,5-7)
- Druga grupa świętych niewiast, składająca się z Joanny (żony Chuzy) i jej towarzyszek, przybyły do grobu, gdzie miały się spotkać z pierwszą grupą kobiet. Weszły do pustego grobu i zostały powiadomione przez dwóch aniołów, że zmartwychwstał jak powiedział. (Łk 24,10)
- Niedługo potem, Piotr i Jan, którzy zostali powiadomieni przez Marię Magdalenę, przybyli do grobu i odnaleźli "leżące płótna oraz chustę, która była na Jego głowie, leżącą nie razem z płótnami, ale oddzielnie zwiniętą na jednym miejscu". Szaty były w takiej pozycji, która wykluczała skradzenie ciała: wskazywały na to, że ciało musiało zniknąć z wnętrza szat. Jan ujrzał to "i uwierzył". (J 20,3-10).
- Maria Magdalena powróciła do grobu, ujrzała dwóch aniołów i samego Jezusa. (J 20,11-16, Mk 16,9)
- Dwie grupy pobożnych kobiet, które spotkały się w drodze powrotnej, ujrzały Jezusa zmartwychwstałego, który poprosił je by oznajmiły uczniom, że ujrzą Go w Galilei. (Mt 28,8-10, Mk 16,8)
- Święte niewiasty opowiedziały o tym co je spotkało apostołom, ale oni im nie uwierzyli. (Mk 16,10-11, Łk 24,9-11)
- Jezus objawia się uczniom w Emaus. Oni wracają do Jerozolimy. Apostołowie nie wiedzą czy wierzyć im czy nie. (Mk 16,12-13, Łk 24,13-35)
- Chrystus ukazuje się Piotrowi. Dlatego Piotr i Jan wierzyli mocno w zmartwychwstanie. (Łk 24,34, J 20,8)
- Po powrocie uczniów z Emaus, Jezus objawia się wszystkim apostołom, oprócz Tomasza. (Mk 16,14, Łk 24,36-43, J 20,19-25)[8].

## Wielkanoc
Chrześcijanie czczą to wydarzenie w największym swoim dorocznym święcie, jakim jest Wielkanoc, a także w każdą niedzielę, która nazywana jest paschą tygodnia.

## Galeria

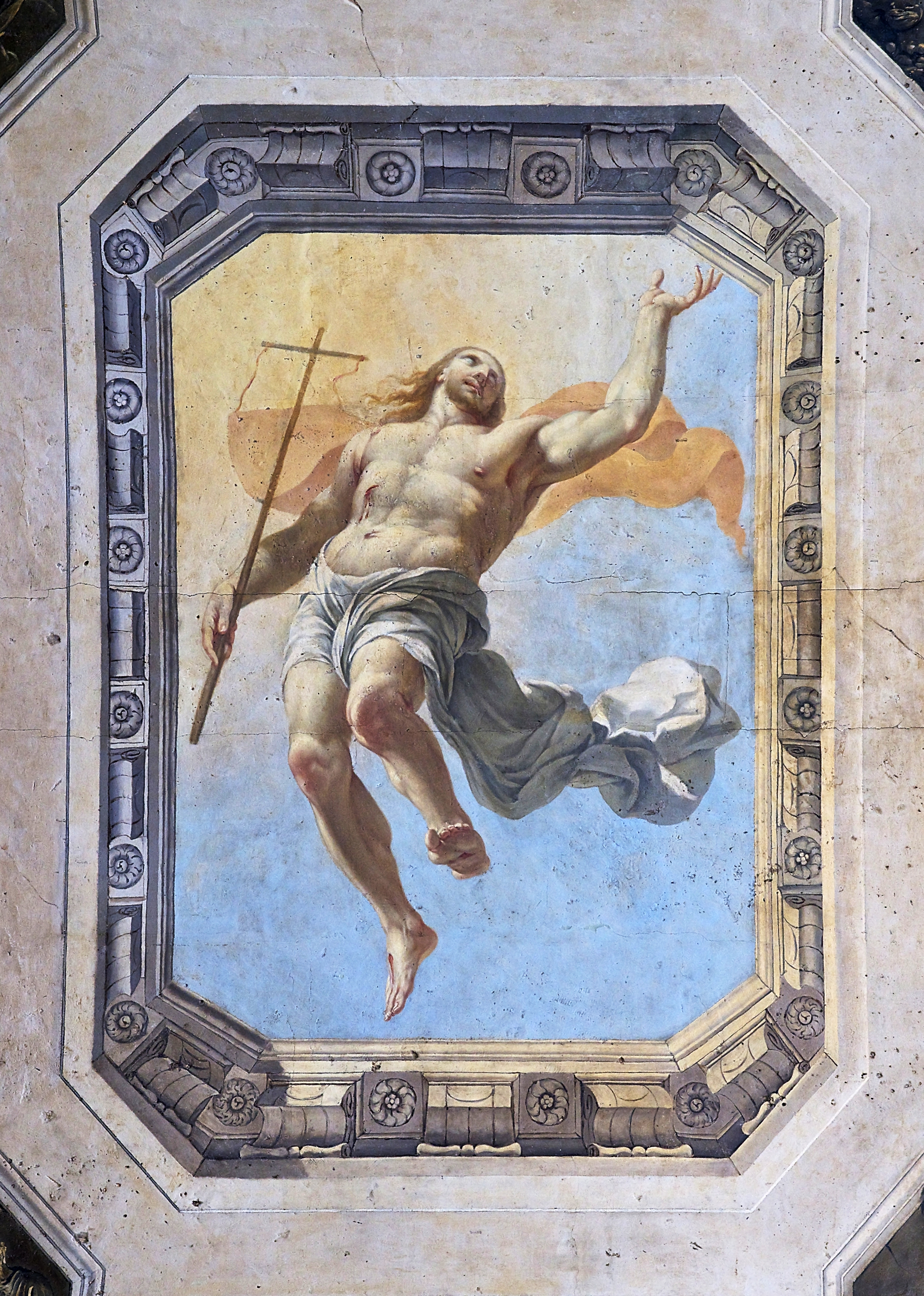
Fresk z paryskiego kościoła Saint-Nicolas-des-Champs przedstawiający Chrystusa Zmartwychwstałego
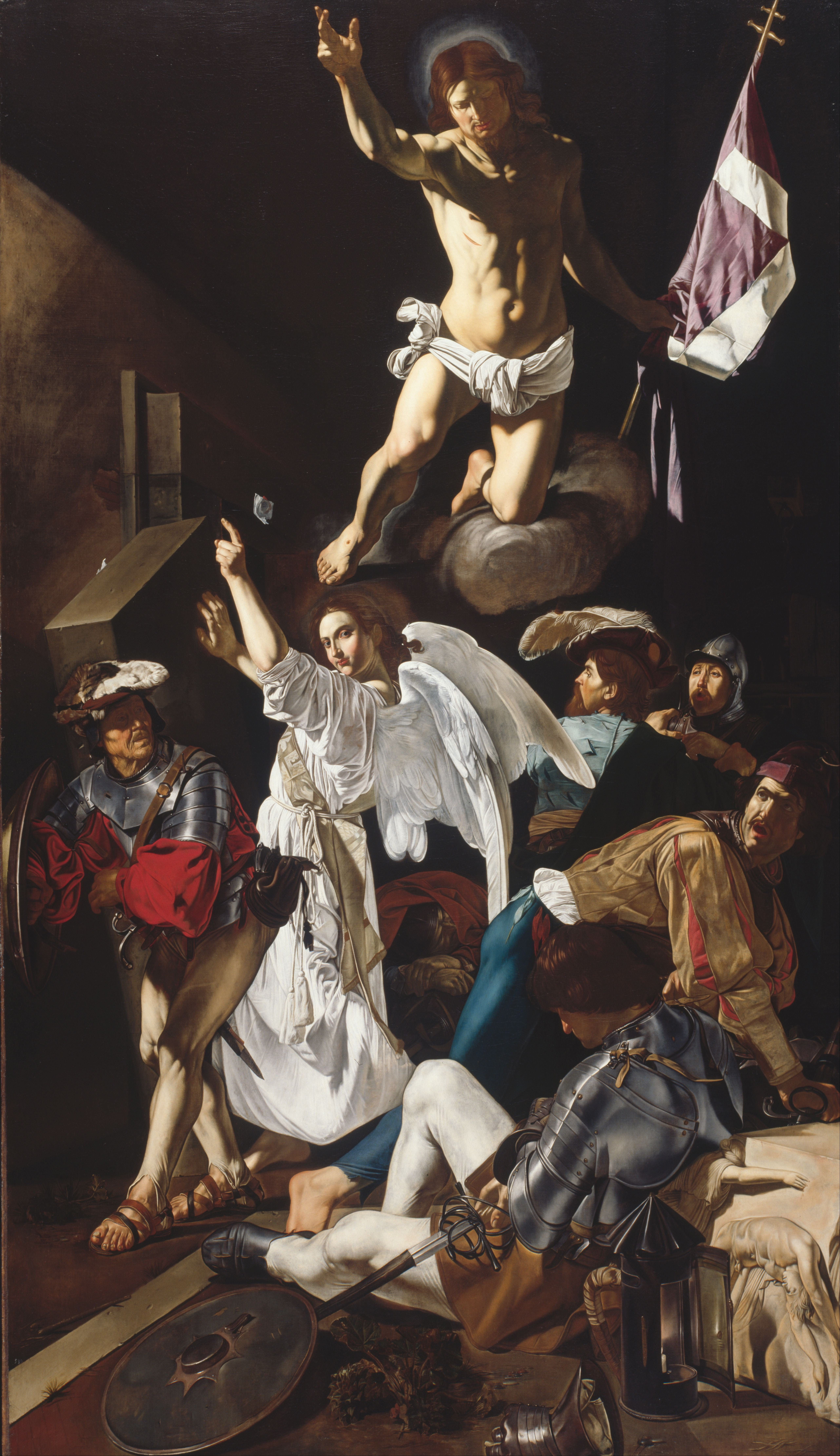
Zmartwychwstanie Jezusa, Francesco Buoneri, Art Institute of Chicago
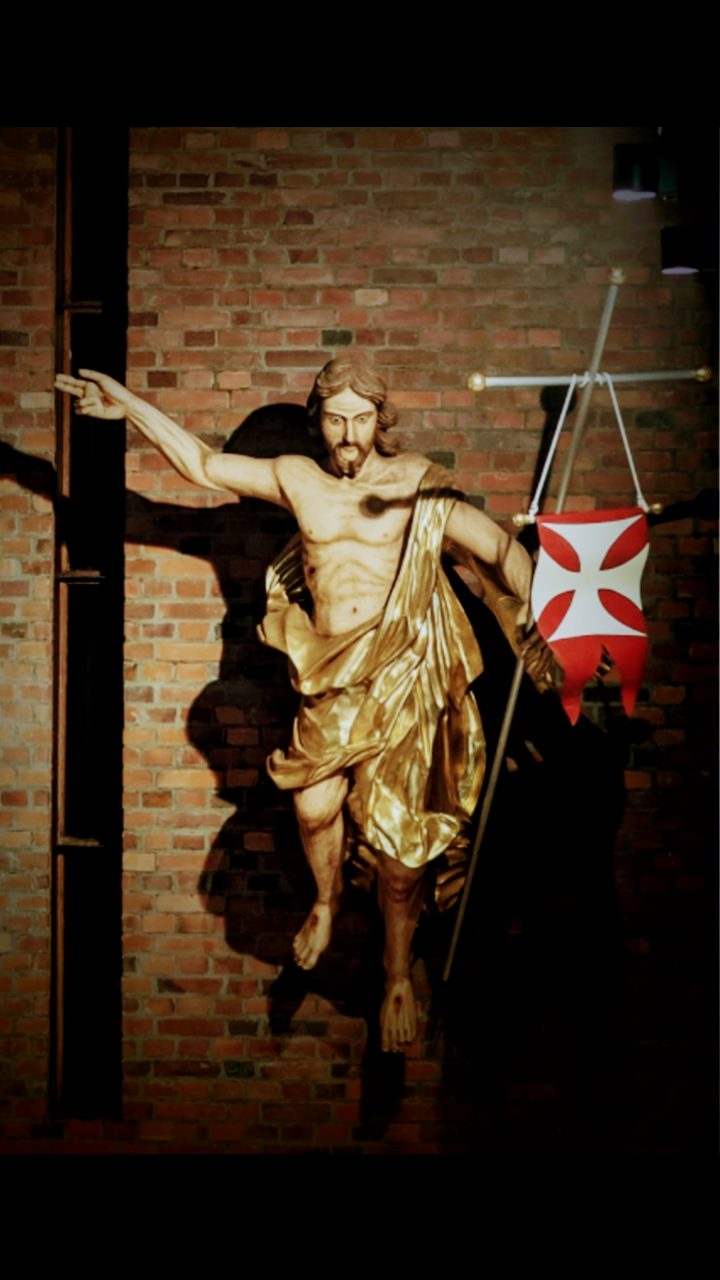
Figura Jezusa Zmartwychwstałego kościoła w Straszynie. Powiększona kopia figury w kościele św. Mikołaja w Gdańsku.
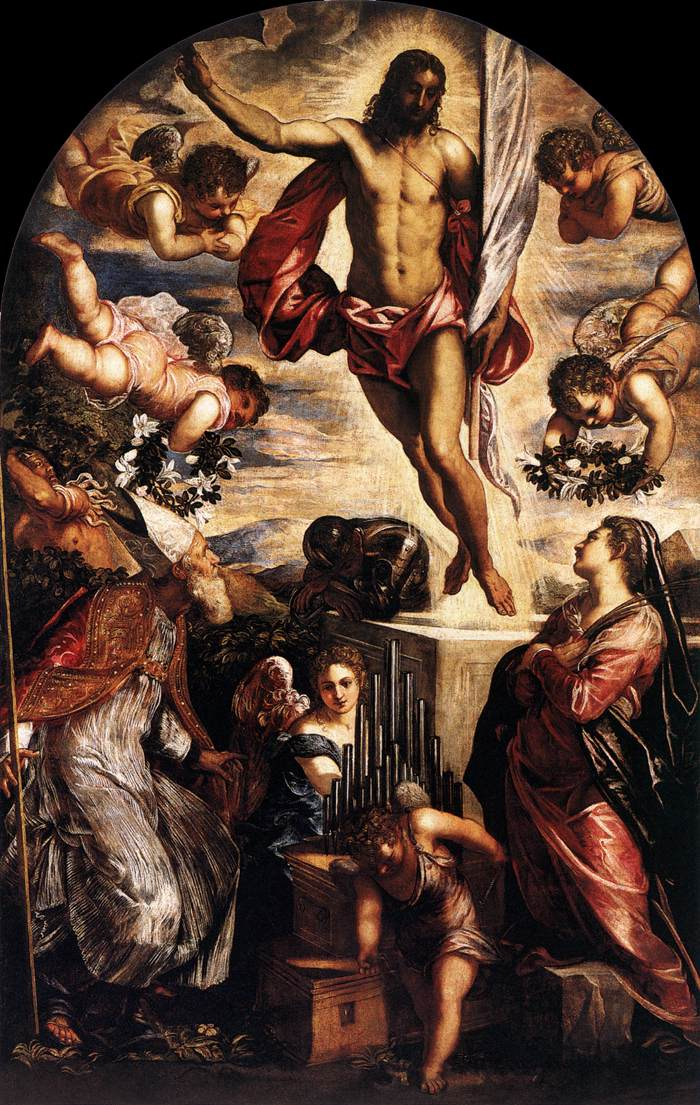
Zmartwychwstanie Jezusa Chrystusa, Jacopo Tintoretto, Wenecja

## Uwaga
1. ↑  Pogląd o boskości Jezusa nieuznawany przez chrześcijan z nurtu antytrynitarskiego.